# Jean-Fritz Stöckli
Jean-Fritz Stöckli (* 15. Juli 1949 in Glarus; Bürgerort Netstal) ist ein Schweizer Rechtswissenschaftler.

## Leben
Nach Studien der Wirtschaftswissenschaften in Lausanne und der Rechtswissenschaften in Zürich erfolgten 1979 mit dem Thema Allgemeine Arbeitsbedingungen die Promotion zum Dr. iur. und 1990 die Habilitation mit der Arbeit Der Inhalt des Gesamtarbeitsvertrages in Zürich, wo er zunächst als Privatdozent für Arbeits-, Wettbewerbs- und Kartellrecht tätig war. 1995 wurde er Ordinarius für Privatrecht an der Universität Basel.
Während sich Jean-Fritz Stöckli früh auf das kollektive Arbeitsrecht konzentrierte, hat er sich später besonders mit dem Individualarbeitsrecht befasst, namentlich im Rahmen der Neubearbeitung des Berner Kommentars zum Arbeitsvertragsrecht. Eine besondere Vorliebe hat er auch für die Rechtstatsachenforschung; die Vertragswirklichkeit gehört zu seinen bevorzugten Forschungsgegenständen.

## Schriften (Auswahl)
- Allgemeine Arbeitsbedingungen (= Schriften zum schweizerischen Arbeitsrecht. Band 10). Stämpfli Verlag, Bern 1979, ISBN 3-7272-0610-1 (zugleich Diss., Univ. Zürich).
- Der Inhalt des Gesamtarbeitsvertrages (=  	Schriften zum schweizerischen Arbeitsrecht. Band 32). Stämpfli Verlag, Bern 1990, ISBN 3-7272-0632-2 (zugleich Habil.-Schr., Univ. Zürich).
- Schweizerisches Arbeitsrecht und europäische Integration. In: Zeitschrift für Schweizerisches Recht. Band 112, Halbband II, 1993, S. 1–156, doi:10.5169/seals-896127.
- mit Wolfgang Portmann: Kollektives Arbeitsrecht; mit einem Anhang zum öffentlichen Arbeitsrecht. Schulthess, Zürich 2004, ISBN 3-7255-4700-9.
  - mit Wolfgang Portmann: Schweizerisches Arbeitsrecht. 2., vollst. überarb. und in einem Bd. vereinigte Aufl. Dike Verlag, Zürich 2007, ISBN 978-3-03751-058-2 (3., vollst. überab. Aufl. 2013).
- Gesamtarbeitsvertrag und Normalarbeitsvertrag. Art. 356–360 OR (= Berner Kommentar. Band VI, Abt. 2., Teilbd. 2., Abschn. 3). Stämpfli Verlag, Bern 1999, ISBN 3-7272-3434-2.
  - mit Roland A. Müller und Christian Dominik Maduz: Gesamtarbeitsvertrag und Normalarbeitsvertrag, Art. 356–360f OR (= Berner Kommentar). 2. Aufl. Stämpfli Verlag, Bern 2024, ISBN 978-3-7272-0683-2.
- mit Manfred Rehbinder: Der Arbeitsvertrag. Art. 331–355 und Art. 361–362 OR (= Das Obligationenrecht [= Berner Kommentar]). Stämpfli Verlag, Bern 2014, ISBN 978-3-7272-3375-3.